# Moranopteris grisebachii
Moranopteris grisebachii là một loài dương xỉ trong họ Polypodiaceae. Loài này được Underw. ex C. Chr. R.Y. Hirai & J. Prado mô tả khoa học đầu tiên năm 2011.